# Dazhang
Dazhang (kinesiska: 大张, 大张镇) är en köping i Kina. Den ligger i provinsen Shanxi, i den norra delen av landet, omkring 160 kilometer sydväst om provinshuvudstaden Taiyuan. Antalet invånare är 29 498. Befolkningen består av 14 552 kvinnor och 14 946 män. Barn under 15 år utgör 19,0 %, vuxna 15-64 år 74 %, och äldre över 65 år 6,0 %.
Genomsnittlig årsnederbörd är 726 millimeter. Den regnigaste månaden är juli, med i genomsnitt 233 mm nederbörd, och den torraste är december, med 3 mm nederbörd.